# Coonabarabran
Coonabarabran – australijskie miasteczko położone w stanie Nowa Południowa Walia nad rzeką Castlereagh River. Jest największym miastem hrabstwa Warrumbungle.
W pobliżu miasta znajduje się największe australijskie obserwatorium astronomiczne – Obserwatorium Siding Spring, stąd Coonabarabran często nazywane jest „astronomiczną stolicą Australii”. W pobliżu znajduje się także park narodowy Warrumbungle National Park.